# Neuhaus (an der B 51)
Neuhaus (ⓘ) ist ein Weiler an der B 51 Trier–Bitburg im Landkreis Trier-Saarburg und liegt nördlich von Trier auf dem ersten Eifelkamm (Hungerberg, 405 m). Er besteht aus etwa 20 Häusern, von denen die östlich der B 51 liegenden zu Aach, die westlichen zu Trierweiler gehören; beides sind Ortsgemeinden der Verbandsgemeinde Trier-Land.

## Wirtschaft und Verkehr
Südwestlich angrenzend befindet sich das Gewerbegebiet Trierweiler-Sirzenich mit Anschluss an die A 64 Trier-Luxemburg. Der Ort ist an das Netz der Rhein-Mosel Verkehrsgesellschaft mbH und der Moselbahn GmbH angebunden und wird von mehreren Buslinien angefahren.
Neuhaus beherbergt einen Bauernhof, eine Spedition, ein Gasthaus, einen Holzgroßhandel und eine Autowerkstatt, die in den Gebäuden der ehemaligen Raiffeisenbank untergekommen ist. Ein Getreidesilo wird oberhalb des Weilers betrieben. Backwaren verkauft am Vormittag der Verkaufswagen einer Bäckerei.
Bei Neuhaus befinden sich auf dem Hungerberg sechs Windenergieanlagen.
Der Ort liegt an der alten Römerstraße Trier–Neuss.

## Vereine
- Reitsportverein Pferdefreunde Dreikönigshof
- Förderverein „Eine Chance für Pferde“, Dreikönigshof

Koordinaten: 49° 46′ 47″ N, 6° 34′ 46″ O